# Everette Lee DeGolyer
Everette Lee DeGolyer (9 de octubre de 1886 - 14 de diciembre de 1956) fue un prominente petrolero, geofísico y filántropo estadounidense, radicado en sus últimos años en la ciudad de Dallas. Es conocido como "el fundador de la geofísica aplicada en la industria petrolera" y como "el padre de la geofísica americana". También destacó como un apasionado coleccionista de libros raros.

## Primeros años
DeGolyer nació el 9 de octubre de 1886 en Greensburg (Kansas), hijo de John y Narcissa Kagy Huddle De Golyer. La familia se mudó a Joplin, Misuri, donde Everette acudió a la escuela mientras su padre trabajaba en la minería del zinc. En 1901 la familia se mudó a Norman (Oklahoma), donde Everette acudió escuela preparatoria de la Universidad de Oklahoma. Inició sus estudios en la Universidad de Oklahoma en otoño de 1905. Durante los veranos entre 1906 y 1909, trabajó para el Servicio Geológico de los Estados Unidos, primero como cocinero y luego como ayudante de campo.
En 1909 inició su actividad como geólogo de campo para la compañía Eagle Petroleum Mexicana (El Águila Oil Company), en la que permaneció durante diez años, donde participó en los descubrimientos de los campos petrolíferos Potrero del Llano Núm. 4 en 1910 y el de Las Naranjas en 1911.
Se casó en 1910 con Nell Virginia Goodrich, auxiliar docente en la Universidad de Oklahoma, viviendo en Tampico, México. Regresó a la Universidad de Oklahoma para acabar su graduación en geología que completó en 1911.

## Carrera como prospector petrolífero
DeGolyer abrió una asesoría de geología petrolífera en 1914, trasladándose a Montclair (New Jersey) para trabajar en Nueva York en 1916. En 1919, mientras trabajaba como asesor del empresario británico Lord Cowdray, negoció la venta de la compañía El Águila a la Royal Dutch Shell. En el mismo año, DeGolyer organizó la formación de la Rycade Oil Company y de la Amerada Petroleum Corporation para Lord Cowdray, de las que llegó a ser director general y presidente de 1929 a 1932. Dejó la empresa en 1932, pero mantuvo su relación con Rycade, especializándose para explorar depósitos de petróleo asociados a domos de sal hasta 1941. Como asesor geofísico con Rycade, DeGolyer hizo el primer estudio de campo gravimétrico en los Estados Unidos, en el campo petrolífero de Spindletop.
Localizó para Rycade en Nash (Texas) el primer yacimiento de petróleo descubierto utilizando geofísica. Desde 1925, DeGolyer había establecido la Corporación de Investigación Geofísica como subsidiaria de Amerada para desarrollar las técnicas de sismología por reflexión desarrolladas originalmente por J. Clarence Karcher y por Eugene McDermott. En 1932 dejó la empresa para mudarse a Dallas, Texas.
En la década de 1930 proporcionó financiación para fundar la Geophysical Service Incorporated, origen de la empresa de electrónica Texas Instruments. En 1936, con Lewis MacNaughton, estableció la firma de asesoría en prospección petrolífera DeGolyer y MacNaughton y los Laboratorios Core, abiertos ese mismo año para proporcionar servicios de perforación y análisis de fluidos. También se asoció con la Atlatl Royal Company de 1932 a 1950 y con la Felmont Corporation en 1934. En 1956 creó la empresa Isotopes Incorporated para proporcionar isótopos radioactivos para la investigación petrolífra y con propósitos industriales.
Durante Segunda Guerra Mundial, DeGolyer sirvió como director de conservación en la Oficina del Coordinador para la Defensa Nacional de 1941 a 1942. Ayudante delegado de la Administración de Guerra para el Petróleo en 1942 y 1943, ocupó un cargo en la Comisión de las Reservas de Petróleo del Oriente Medio. Presidió el Instituto Americano de Ingenieros Mineros y Metalúrgicos en 1927, y fue director del Instituto Americano del Petróleo durante veinte años. En 1946, trabajando para la Oficina de Servicios Estratégicos, ligada a la CIA, DeGolyer reclutó a Jack Crichton de Dallas para operar un grupo de compañías que recibían nombres nuevos con frecuencia, presumiblemente para hacer más difícil la localización de sus operaciones. Crichton llegó a ser un prominente industrial petrolero y gasista, llegando a ser en 1964 candidato del Partido Republicano a gobernador del Estado de Texas.

## Otras actividades
DeGolyer estuvo relacionado con el mundo editorial, donde era presidente del consejo editorial de la Saturday Review. Era también editor asociado de New Colophon y de la Southwest Review. Consejero del Instituto Smithsoniano, también ejerció como profesor de geología en la Universidad de Texas en Austin en 1940, recibiendo siete doctorados honorarios.
Sirvió en numerosos consejos de administración, incluyendo la Texas Eastern Gas Transmission Corporation, Dresser Industries y el Ferrocarril del Pacífico Sur.

## Reconocimientos
- DeGolyer fue el primer receptor en 1966 de la Medalla DeGolyer de Servicios Distinguidos, otorgada por la Sociedad de Ingenieros del Petróleo, instituida para reconocer "servicios señalados a la SIP, la profesión de ingeniería y geología, y a la industria petrolífera."[6]

- Recibió el Premio Conmemorativo Sidney Power de la Asociación Americana de Geólogos Petrolíferos en 1950.[7]

- La Escuela Elemental Everette L. DeGolyer de Dallas, localizada en el 3453 de Flair Drive, lleva este nombre en su memoria.

## Últimos años y actividades filantrópicas

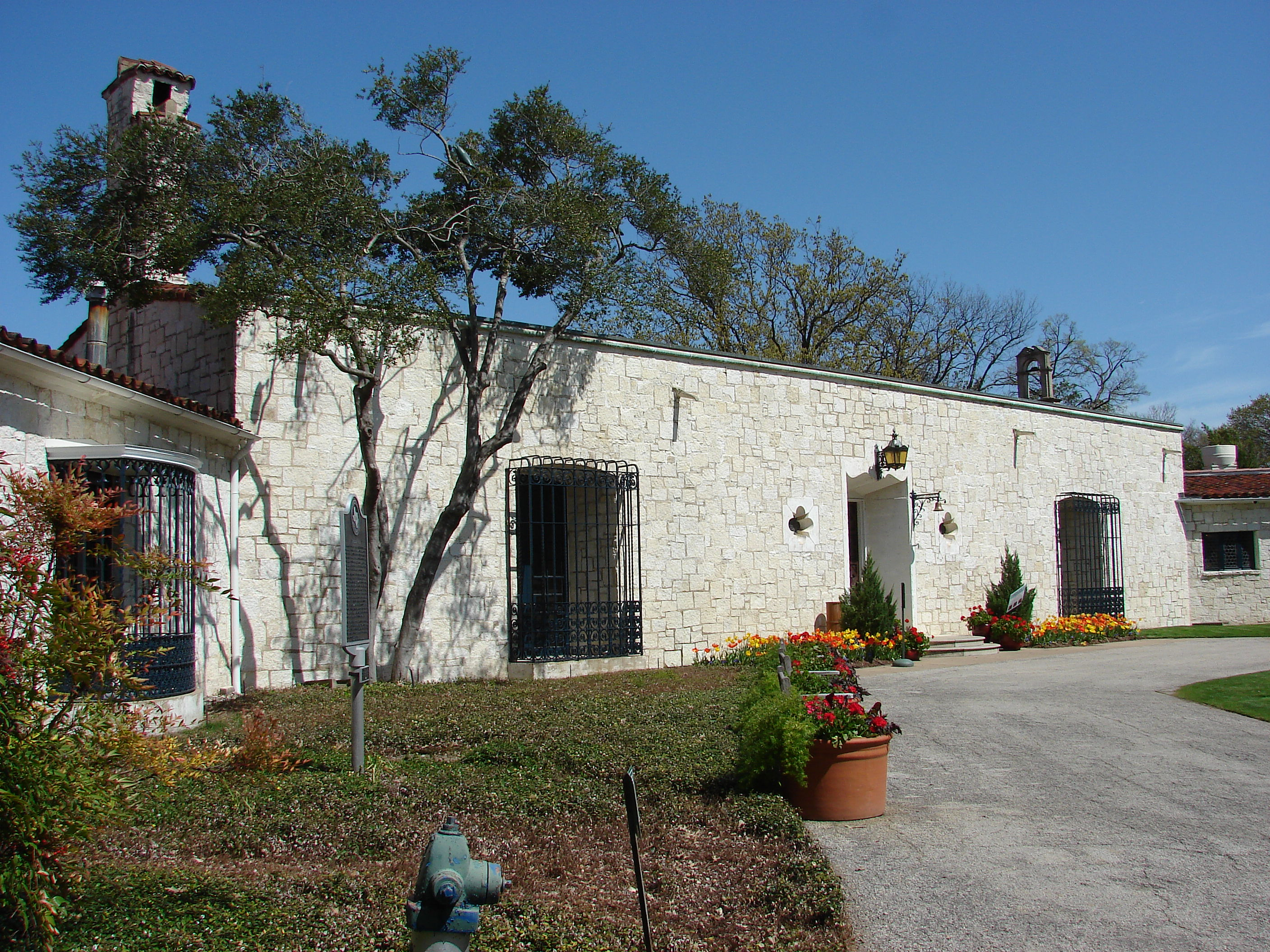
Casa DeGolyer en el Arboreto y Jardín Botánico de Dallas

La Biblioteca DeGolyer en la Universidad Metodista del Sur se fundó en 1957 a partir de las donaciones realizadas por de DeGolyer y su mujer, Nell, y tras su testamento.
Sirvió en los consejos del Museo de Arte de Dallas, del Arboreto y Jardín Botánico de Dallas, y de la Biblioteca Pública de Dallas.
Vivió en el Rancho Encinal de Dallas, propiedad que adquirió en 1940. Este rancho, localizado en las orillas de Lago de White Rock, posteriormente se convertiría en el Arboreto y Jardín Botánico de Dallas. Forma parte del Registro Nacional de Lugares Históricos.
Everette Y Nell DeGolyer tuvieron cuatro hijos: Nell Virginia, nacida en Norman, Oklahoma, Dorothy Margaret, Cecilia Jeanne y Everett Lee Jr, los tres nacidos en Montclair, Nueva Jersey. Cecilia casó George C. McGhee, un protégé de Everette es, quién iría en el devenido un @Undersecretary de EE. UU. de Estatal y Embajador de EE. UU. a Turquía y Alemania Del oeste.
Era un apasionado coleccionista de libros raros, donando su colección de historia de la ciencia a la Universidad de Oklahoma y su colección de libros raros de literatura americana moderna y escritores ingleses a la Universidad de Texas en Austin. La Biblioteca DeGolyer en la Universidad Metodista del Sur recopila trabajos y legislación relacionados con el petróleo y gas. Estuvo muy implicado en la fundación de la Escuela St. Mark de Texas a comienzos de la década de 1950. La Universidad Metodista del Sur también conserva la colección de DeGolyer sobre la historia de México y del oeste americano.
Después de padecer anemia aplásica durante siete años, Everette DeGolyer murió en su oficina de Dallas el 14 de diciembre de 1956.